# Топрак-Кая
Топра́к-Кая́ (крим. Topraq Qaya, «глиняна скеля»; також Хамелео́н) — мис, розташований в Криму, неподалік від селища Коктебель. Розділяє Коктебельську затоку та Тиху бухту, знаходячись між ними.
Мис йде в море на 70 м, у найвищій точці досягає чи то 61 (62) м і приблизно стільки ж у ширину в найширшому місці, а в найвужчому — всього 2 м.

## Назва
Мис складається з глинистих сланців та глини, звідки й походить кримськотатарська назва. Альтернативна назва мису походить від здатності змінювати колір залежно від часу доби, погоди, положення сонця та хмар. За спостереженнями мис може змінювати колір до 20 разів на день.
Російська назва — Ла́герний, рос. Лагерный, «табірний».

## Походження
Неподалік знаходиться Кара-Даг — уламок величезного вулкана, що існував тут у доісторичні часи. Спрямовані викиди попелу з вулкану призвели до появи мису — маси вулканічного матеріалу сформувалася довга вузька смуга, що простяглася далеко у море.
Основною породою мису глинисті сланці. Саме через цю їхню особливості переміщення гребенем виступу є заняттям небезпечним — можна зісковзнути разом із шматком породи.

## Історія
Цей мис давно відомий: зображення його є на багатьох італійських морських картах — портоланах XIV—XV ст.
Мис неухильно зменшується у розмірах. На ньому регулярно відбуваються обвали, і значні шматки гряди з'їжджають у море. Глинисті сланці сильно піддаються впливу води, і це порода неміцна. Так що море потроху розмиває мис, а вітер та атмосферні опади допомагають йому у цій справі.
Дуже великий обвал стався тут у 1950-х роках. Після російської окупації, у 2016 році стався ще один, причому туристи, які в цей час відпочивали в бухті Тихій, навіть зафіксували подію на камери. На щастя, на самому мисі в цей час нікого не було, і поряд теж, тож ніхто не постраждав.

Мис Топрак-Кая (Хамелеон). Ліворуч Коктебельська затока, праворуч Тиха бухта

## Легенда про мис
Ця казка має багато різних варіантів, але загальна сюжетна лінія скрізь однакова. Під час війни (іноді навіть прямо згадують 1475 рік) біля сучасного Коктебеля спробували висадитися турецькі яничари. Однак не встигли вони наблизитися до берега, як з'явилося величезне чудовисько. Яничари не відступили і не злякалися, а вступили у бій із чудовиськом. Але сили були відверто нерівні навіть за умови великої чисельності турецьких сміливців. Чудовисько убило їх усіх.
Серед яничар був чаклун, який встиг перед смертю вимовити заклинання і перетворити чудовисько на камінь. Передня частина дракона, що скам'яніла, опинилася у воді — це і є мис Топрак-Кая. На суші він переходить у невисокий гірський хребет, відомий під назвою Кучук-Янишар (Єнішер), «малий яничар». Поруч іде ще один подібний хребет — Буюк-Янишар, тобто «великий яничар».

## Галерея

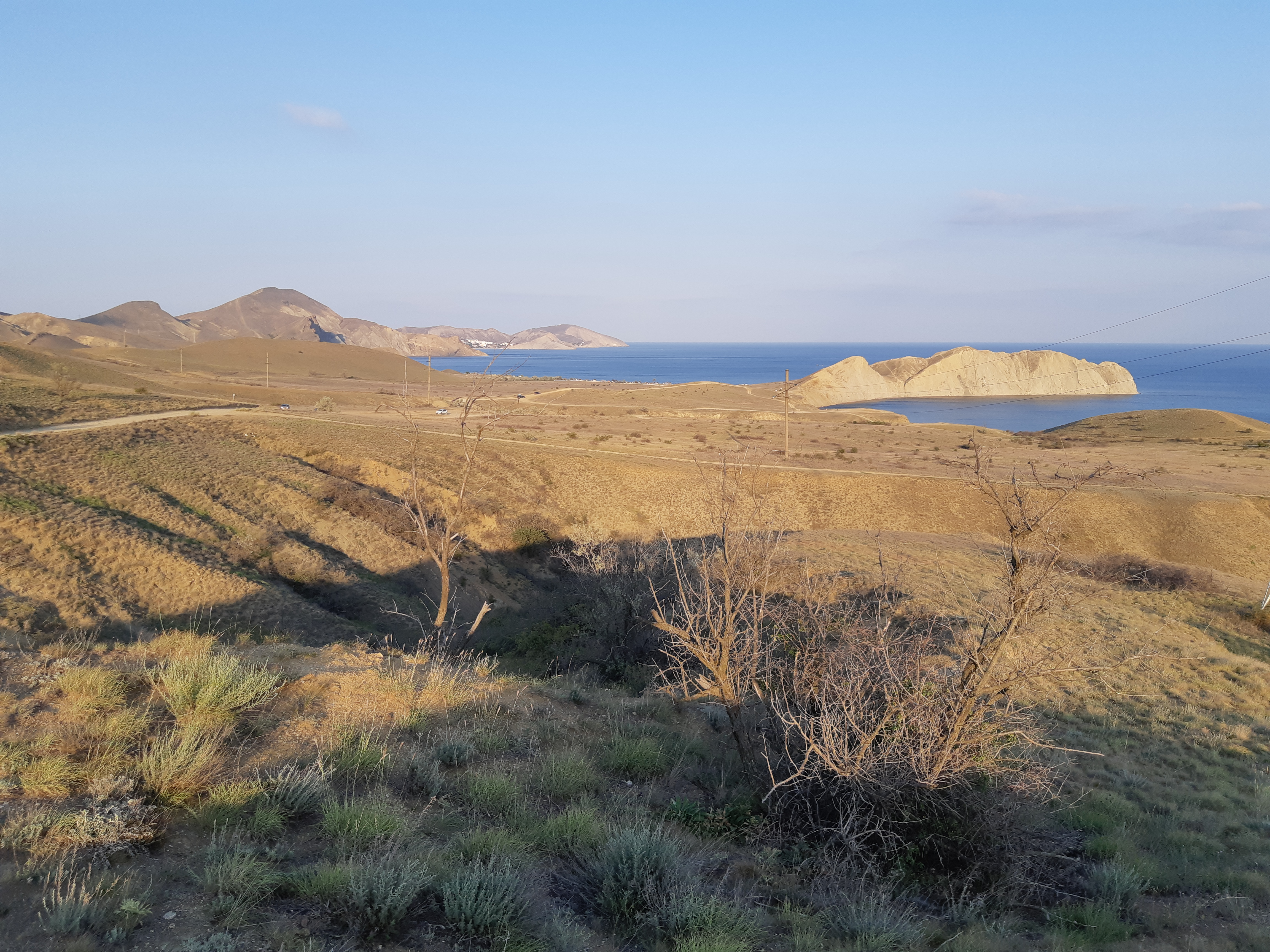
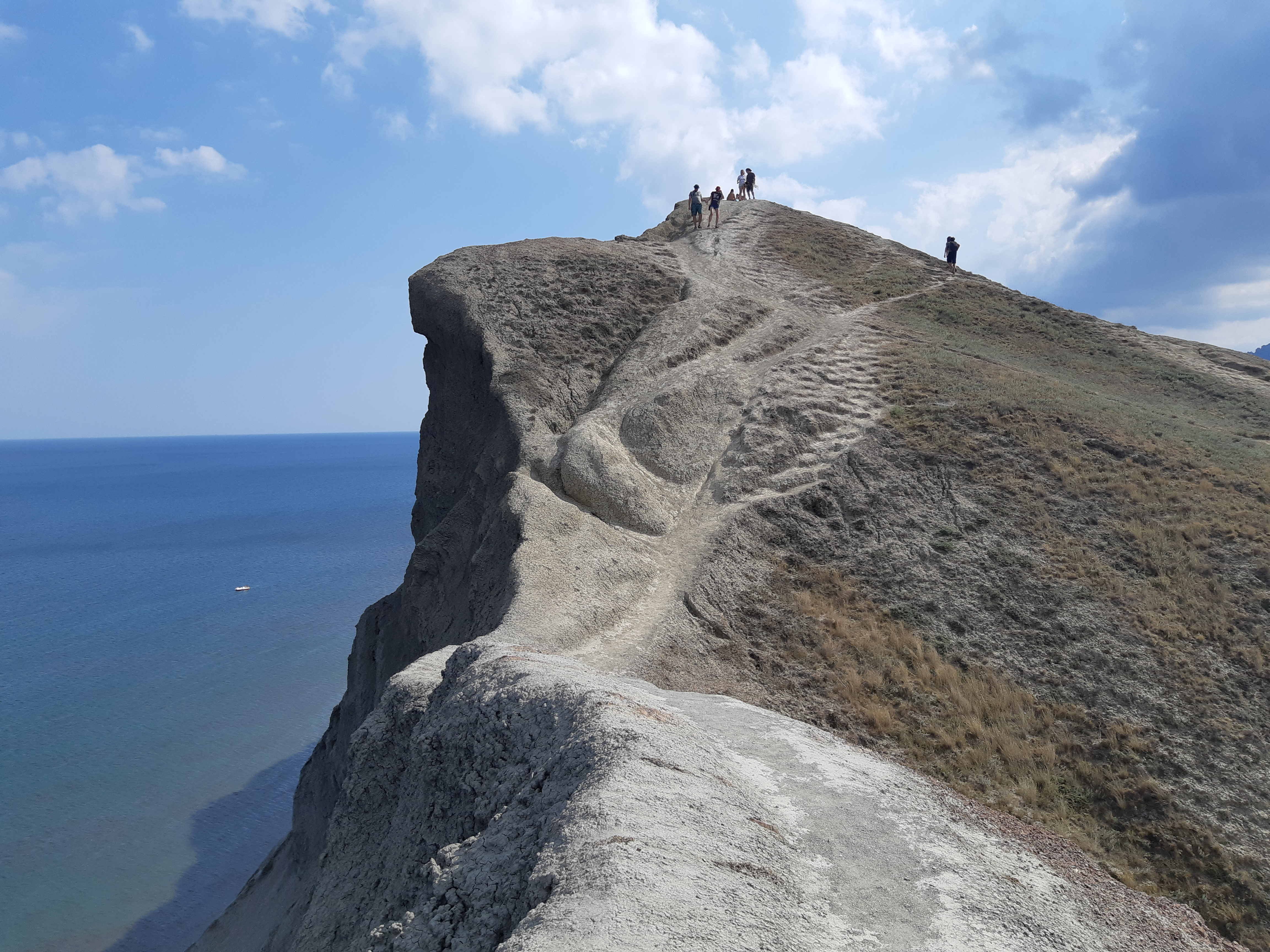
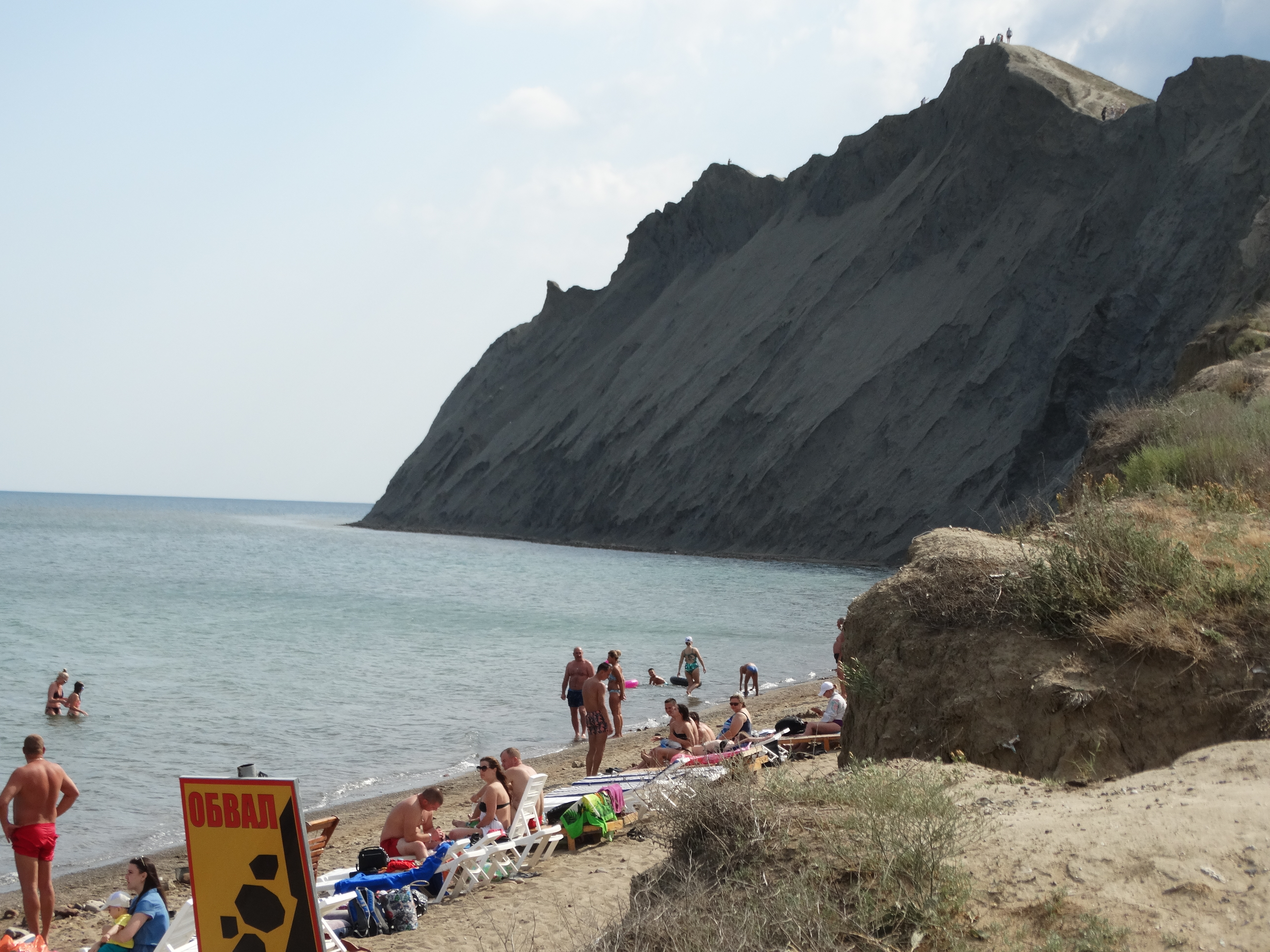
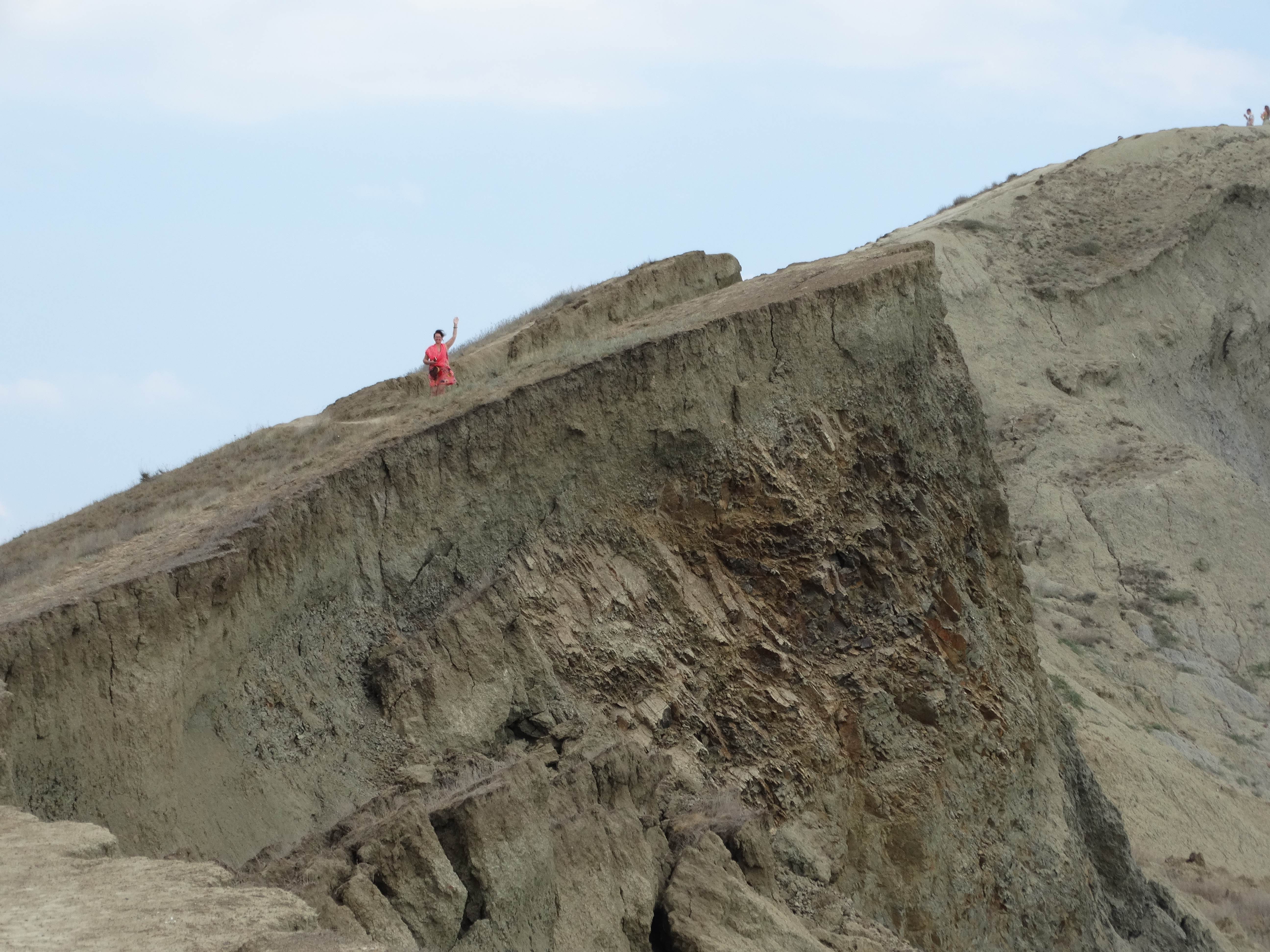
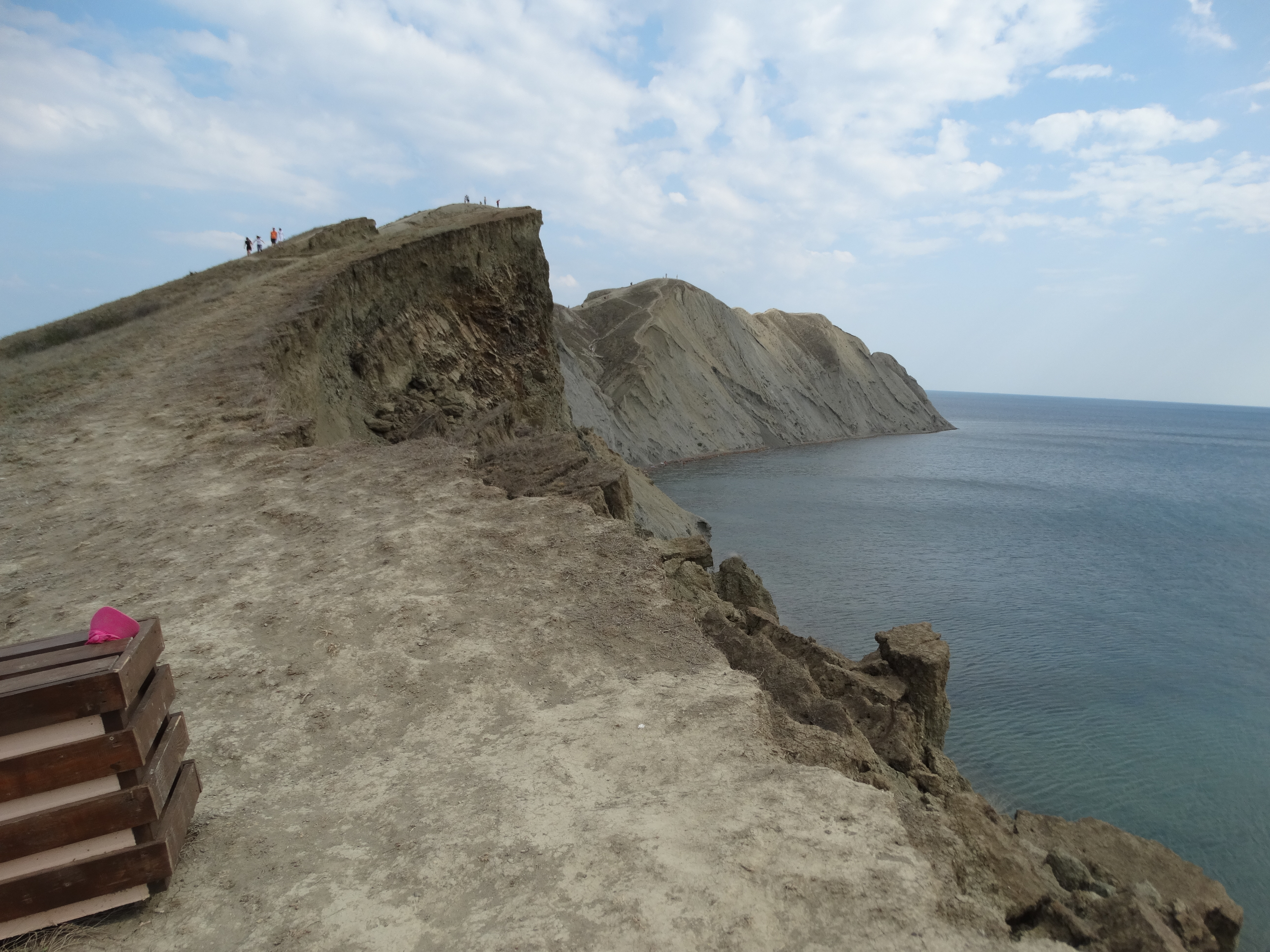

## У культурі
- На околицях мису відбувалися знімання фільму Золотий ланцюг[5]